# North & South (Computerspiel)
North & South ist ein auf der belgischen Comic-Reihe Die blauen Boys basierendes Computerspiel von Infogrames, das dem Spieler die Möglichkeit gibt, auf Seiten der Union oder der Konföderation den Sezessionskrieg in sehr vereinfachter Form nachzuspielen.

## Optionen
Die Grundhandlung, nämlich der amerikanische Sezessionskrieg, legt fest, dass es zwei Seiten gibt – eben Norden und Süden. Zu Beginn des Spiels kann festgelegt werden, welche dieser Seiten von einem menschlichen Spieler und welche vom Computer gesteuert werden. So kann ein einzelner menschlicher Spieler die eine oder andere Seite wählen oder es können zwei menschliche Spieler gegeneinander spielen. Auch ein Spiel Computer gegen Computer ist möglich, was dann einem Demo-Modus entspricht.
Es kann die Spielstärke jeder Seite aus drei Stufen gewählt werden, was asymmetrische Chancen ermöglicht. Ebenso kann das Startjahr vorgegeben werden.
Die Auswirkungen des Hafens, des Wetters und von Indianer-/Mexikanerangriffen können ein- bzw. ausgeschaltet werden.
Es ist auch möglich, Schlachten nicht manuell durchzuspielen, sondern ihren Ausgang errechnen zu lassen (ausgehend von der jeweiligen Stärke der beteiligten Armeen).

## Handlung
Ziel des Spiels ist es, alle Armeen des Gegners zu vernichten.
Je nachdem, in welchem Jahr des Krieges das Spiel beginnt, ist die Ausgangslage für die beiden Seiten unterschiedlich. Sie folgt grob dem historischen Kriegsverlauf: während sie 1861 ausgeglichen ist, ist der Norden 1864 deutlich im Vorteil. Die Ausgangslage setzt sich zusammen aus der Zahl der dem Norden bzw. dem Süden zugehörigen Staaten der USA, dem vorhandenen Geldbetrag beider Seiten und Zahl, Ausstattung und Standort der jeweiligen Armeen. Die auf der Karte der USA dargestellten Staaten werden wie Felder in Brettspielen genutzt. Man erhält einen oberflächlichen Blick auf die Geschichte und die Entwicklung des realen Krieges, wobei jede Grausamkeit ausgeblendet bleibt.
Jeder Seite kann eine Vielzahl von Armeen unterstehen. Armeen können Angehörige der Infanterie, der Kavallerie und der Artillerie enthalten. Eine Standardarmee enthält derer 6-3-1, die Maximalstärke beträgt 18-9-3. Die Größe einer Armee ist auch für den Gegner transparent.
In jedem Staat kann nur eine Armee vorhanden sein. Wird eine Armee in einen Staat verlegt, auf dem bereits eine Armee derselben Seite vorhanden ist, werden diese zu einer neuen, entsprechend größeren, Armee vereinigt. Würde dabei die Maximalstärke überschritten, ist die Verlegung nicht möglich.
Eine Armee kann sich nur in einen Nachbarstaat bewegen, also in einen solchen, der mit dem bisherigen Standort eine gemeinsame Grenze hat. Pro Runde ist nur eine solche Bewegung pro Armee möglich.
Wird eine Armee in einen Staat verlegt, auf dem bereits eine Armee der gegnerischen Seite vorhanden ist, kommt es zur Schlacht. Befindet sich eine angreifende Armee unmittelbar neben einer befreundeten weiteren Armee, so kann es passieren, dass letztere ersterer zur Hilfe eilt, sodass der Angegriffene es plötzlich mit einer größeren Armee zu tun hat. Dabei wird der angreifenden Armee Verstärkung bis auf die Maximalgröße von 18-9-3 geliefert, sodass im entsenenden Staat entweder keine oder eine entsprechend kleinere Armee zurückbleibt.

## Eisenbahn
Im Norden und Süden (horizontal) und im Westen (vertikal) sind Staaten durch je eine Bahnlinie verbunden, deren Bahnhöfe durch Forts gesichert sind. Unterstehen alle Staaten, durch die die Bahnlinie zwischen zwei Forts verläuft, derselben Seite, so verkehrt dort pro Runde ein Zug, der Geld transportiert. Zahl und Größe der durchquerten Staaten entscheiden über die Menge des so eingenommenen Geldes. Ist genügend Geld vorhanden, kann der Spieler eine neue Armee in einem von ihm kontrollierten Staat stationieren.
Führt die Bahnlinie durch genau einen feindlich besetzten Staat, so kann der Feind den Zug überfallen, indem einer seiner Soldaten an das hintere Ende des Zuges heranreitet, aufspringt und über die Dächer des fahrenden Zuges sich bis zum Lokführer durchschlägt. Die im Zug stationierte Eskorte kann versuchen, ihn daran zu hindern. Übernimmt der Angreifer innerhalb einer bestimmten, vom Schwierigkeitsgrad abhängenden Zeit die Kontrolle über die Lokomotive, fließen die Gelder ihm zu. Führt die Bahnlinie durch mehr als einen fremden Staat, kann kein Zug verkehren.

## Forts
Wird eine Armee in einen feindlichen Staat verlegt, der mit einem Fort gesichert ist, so ist zu unterscheiden: ist eine feindliche Armee anwesend, so kommt es zunächst zur Schlacht. Ist keine Armee vorhanden, oder wird sie in der Schlacht besiegt, so besteht Gelegenheit, das Fort zu erobern.
Dazu muss ein angreifender Soldat einen Hindernisparcours horizontal und teils vertikal (zwei Ebenen) überwinden, während Verteidiger versuchen, ihn mittels Dynamit, Hund, Messer oder Faustkampf aufzuhalten. Schafft es der Angreifer innerhalb einer vom Schwierigkeitsgrad abhängigen Zeit, das Ende des Parcours (den Fahnenmast) zu erreichen, gehen Fort und Staat in den Besitz der angreifenden Seite über. Andernfalls kehrt die angreifende Armee zu dem Staat zurück, von dem aus sie angegriffen hat.

## Hafen
An der Ostküste fungiert ein Staat (North Carolina) als regelmäßige Quelle von Verstärkungen: Wer ihn kontrolliert, erhält in regelmäßigen Zeitabständen je eine neue Standardarmee, die per Schiff anlandet.

## Indianische und mexikanische Gebiete
In bestimmten, im Westen und Südwesten befindlichen Staaten (Nebraska, Kansas und Texas) werden Armeen, die sich zu lange dort aufhalten, durch Angriffe von Indianern oder Mexikanern vernichtet oder geschwächt.

## Wetter
Gelegentlich wird ein Staat von einem Unwetter heimgesucht. Dort befindliche Armeen sind in dieser Runde bewegungsunfähig. Sie können sich aber verteidigen, wenn sie angegriffen werden.

## Schlachten
Kommt es zur Schlacht, werden Infanteristen, Kavallerie und Artillerie einfach via Tasten oder Joystick gesteuert.
Die Steuerung ist wie folgt: Zu Gefechtsbeginn fahren, soweit vorhanden, Infanterie, Kavallerie und Artillerie beider Parteien auf entgegengesetzten Bildschirmseiten (nämlich: der linken und der rechten) auf.
Die Artillerie kann nur seitlich (vertikal) bewegt werden. Die Weite ihrer Schüsse muss vom Spieler vorgegeben werden, der also gut "zielen" bzw. schätzen muss. Die Zahl der Artilleriegeschosse ist begrenzt; Artillerie ohne Munition zieht sich vom Schlachtfeld zurück.
Die Kavallerie kann nur seitlich (vertikal) voll bewegt werden. Ist sie losgeritten, kann sie nicht mehr gestoppt werden (tatsächlich ist es möglich, sie etwa gegen einen Baum laufen und so anhalten zu lassen). Möglich sind ein temporäres Anhalten (das aber vom Spieler aufrechterhalten werden muss, der in dieser Zeit dann keine anderen Einheiten steuern kann) und eine Beschleunigung der Kavallerie. Die Kavallerie kämpft mit Säbeln, also nur gegen seitlich unmittelbar benachbarte Feinde.
Die Infanterie kann vertikal und horizontal frei gesteuert werden. Sie stoppt, wenn man sie nicht aktiv bewegt. Sie kann nur geradeaus schießen.
Es kann jeweils nur eine Waffengattung gesteuert werden, ein Umschalten ist mit einer anderen Taste möglich. Die Einheiten greifen nur an, wenn sie gerade vom Spieler kontrolliert werden.
Ist eine Armee größer als die Standardgröße (6-3-1), so fahren abgesehen von der Artillerie zunächst nur die Einheiten der Standardgröße auf, also höchstens sechs Infanteristen und höchstens drei Kavalleristen. Werden diese vernichtet, fungieren weitere bis zu sechs Infanteristen und bis zu drei Kavalleristen als dann eintreffender Ersatz. Angesichts der Maximalgröße von 18-9(-3) kann so bis zu zwei Mal Ersatz pro Schlacht eintreffen.
Der Reiz des Spiels besteht darin, durch geschickte Wahl der gerade kontrollierten Einheit den Angriffen des Gegners so gut wie möglich auszuweichen und die gegnerischen Einheiten zu zerstören.
Manche Schlachtfelder zeichnen sich durch einen Fluss, Canyon oder ähnliches aus, das die Parteien geografisch voneinander trennt. Dann muss Kavallerie oder Infanterie über Brücken, Furten und dergleichen geführt werden, was sie leichter angreifbar macht. Brücken können zudem durch Artillerie zerstört werden.
Ein "Aufgeben" der Schlacht ist möglich, wenn ein eigener benachbarter Staat als Fluchtmöglichkeit für die Armee besteht. Die Truppen ziehen sich dann hinter den eigenen vertikalen Bildschirmrand aus dem Schlachtfeld zurück. Sie können währenddessen angegriffen werden. Beim Rückzug geht zudem die Artillerie verloren. Die zurückgezogene Armee geht dann automatisch zu einem benachbarten, eigenen Staat.

## Produktionsnotizen
Das Spiel wurde 1989 zuerst für die Heimcomputer Commodore Amiga und Atari ST entwickelt und herausgebracht. Bei den Versionen für PC, Commodore 64, Schneider/Amstrad CPC und NES mussten aufgrund der eingeschränkten Fähigkeiten dieser Systeme deutliche Kompromisse in puncto Grafik bzw. Sound hingenommen werden.
North & South könnte man insofern als Vorläufer der Echtzeitstrategiespiel bezeichnen, als die Möglichkeit bestand, zwischen den drei verschiedenen Waffengattungen umzuschalten und diese gezielt einzusetzen, und der Kampf quasi in Echtzeit ablief. Es fehlen aber sämtliche Aspekte moderner Echtzeitstrategiespiele wie Aufbau von Basen, Produktion von Einheiten, Forschung und Kampf um Ressourcen sowie die freie Beweglichkeit der Einheiten und die autonome Kampfführung der gerade vom Spieler nicht überwachten Einheiten.
Das Spiel enthält Jump-’n’-Run-Elemente, soweit es um die Eroberung von Zügen und Forts geht.

### Nachfolger und ähnliche Spiele
2012 veröffentlichte der deutsche Publisher bitcomposer Entertainment eine Neuinterpretation von North & South für das Apple iPad. Spieler können auch in dieser Version im Multiplayer (lokal oder über die Matchmaking-Funktion) gegeneinander antreten. Darüber hinaus wurde die Steuerung an das Touchinterface des iPads angepasst. Ebenso erschien dieses Remake 2013 auch für Android und PC, sowohl in einer Fassung für Windows Store als auch im Einzelhandel.
Eine andere Version wurde im Juni 2012 von Microïds unter dem Namen The Bluecoats: North vs South, für iOS und Android sowie für Windows veröffentlicht.
Für die Spielekonsolen PS4, XBox One sowie Nintendo Switch ist seit 2020 von Astragon eine an das Original angelehnte Version unter dem Namen The Bluecoats: North vs South erhältlich.

## Rezeption
Der Amiga Joker notierte „Witz, tolle Grafik und fetzigen Sound“ und wertete das Spiel als „ganz heißen Tipp für kalte Winterabende“. Kritisiert wurde lediglich die fehlende Speichermöglichkeit während einer Kampagne.